# Kasim philippinensis
Kasim philippinensis is een bidsprinkhaankreeftensoort uit de familie van de Tetrasquillidae. De wetenschappelijke naam van de soort is voor het eerst geldig gepubliceerd in 1986 door Moosa.